# 박준배 (축구 선수)
박준배(2000년 10월 14일 ~ )는 대한민국의 축구 선수로, 포지션은 중앙 미드필더이다. 현재 K리그2 안산 그리너스 FC 소속이다.